# The Defenders (minisérie)
Marvel's The Defenders, či zkráceně The Defenders, je americká akční televizní minisérie zveřejněná dne 18. srpna 2017 na internetové televizi Netflix od Douglasa Petrie a Marca Ramireze, založená na stejnojmenném týmu superhrdinů Marvel Comics. Je umístěna v Marvel Cinematic Universe (MCU), sdílí kontinuitu s filmy a seriály MCU a je vyvrcholením vzájemně propojených seriálů od Marvelu a Netflixu. Těmito seriály jsou Daredevil, Jessica Jones, Luke Cage a Iron Fist. Minisérie byla produkována společností Marvel Television ve spolupráci s firmou ABC Studios.
Měla premiéru 31. července 2017 v New Yorku. Od 18. srpna 2017 je k dispozici na americké placené službě Netflix.